# Два цара
„Два цара” је друга књига обимног романа Бајка над бајкама, оригинално објављеног у виду трилогије, коју је према мотивима бајки и песама уз које су одрастале генерације написао Ненад Гајић. Овај писац  је и аутор Словенске митологије (2011), најтиражније књиге енциклопедијског типа на српском језику која је објављена пре ове трилогије, а настала током истраживања за њу.
У целој трилогији, а посебно у овој средишњој књизи, обилато се користе мотиви народне епике. Књига друга, односно Два цара, подељена је у два дела (Део први: Јунаци куд који, Део други: Ветрови рата и несреће). Испред сваког дела књиге стоји црно-бела илустрација преко целе странице, а испред сваког поглавља мања илустрација у виду скице – цртежа графитном оловком.
Књига од изласка привлачи велику пажњу, понекад и у негативном смислу оценама на сајту Лагуне и на другим сајтовима са оценама читалаца. Оно што читаоци углавном замерају књизи Два цара је претерано ослањање Ненада Гајића на народну епику, а премало на сасвим оригиналне заплете каквих је у првом делу трилогије било много више. Писац се о овоме изјаснио у једном интервјуу: „Рекао бих да сам био забринут да не откријем превише од будуће радње, па сам уместо тога открио премало. Назнаке будућих дешавања, које уживам да користим, овде су тако добро скривене да их можда нико сем мене не може приметити. Други проблем ове књиге је темпо, јер се прва и трећа, хваљене по свом ритму, дешавају у свега по неколико дана, док Два цара обухватају низ година између тих дешавања. Због тога је мало места за продубљивање карактера јунака, а радња се базира на мноштву кратких вињета, углавном из народне епике, што део читалаца наклоњених оном ауторском у мом стваралаштву најмање воли.”
Књига је од изласка прилично тражена, баш као и цео серијал чији је саставни део: до сада има пет издања, а изашла је и као део обједињеног романа Бајка над бајкама, комплетног издања трилогије са мапом у боји, уз тврде корице и штампу ћирилицом. Насупрот овоме, појединачне књиге трилогије, па и Два цара, штампане су латиницом и имају меке корице; постоји заштитна украсна кутија за латинични серијал која иде уз комплет од три књиге.
За ову књигу урађена је и дужа филмска презентација од деведесет секунди са нарацијом (видео-трејлер – погледати овде), која је касније скраћена на 49 секунди без нарације зарад телевизијског емитовања (погледати овде), али је видео и даље остао предуг за телевизију и емитован је само уз гостовања аутора. Тек је видео најава за идућу књигу, Трећу ноћ, дуга 17 секунди, ишла у рекламним терминима издавача Лагуне. 

## Радња
Како издавач каже на полеђини књиге, у питању је епска фантастика према мотивима бајки и песама на којима су одрастале генерације. Радња прати даљу судбину ликова дела Сенка у тами. 
Сенка, јунакиња прве књиге са својим псом Видром, јесте слепа, али има немушти језик и разуме животиње. Прогоне је мрачне силе, али се, случајношћу или вољом богова (што нећемо сазнати у овој књизи), око ње окупља и мала дружина хероја с моћима које превазилазе људска ограничења. Те моћи укључују магију и претварање у животиње. Древна мапа извезена магичним нитима, уништена у првој књизи али поново састављена односно реконструисана у овој, крије тајне које чудну дружину из прве књиге, односно оно што је од те дружине остало, могу довести до оружја потребног да се победи прастаро зло, из дубине времена пробуђена ала, пре но што јунаци буду невољно увучени у ратни вихор који се, чини се, неумитно надвија.
Са једне стране дешавања у овој књизи је царевина која већ двадесет лета истрајно шири своје границе, решена да освоји свет. Амбиције хурскога цара непрекидно распирује ала, древна неман притајена у његовог царици; она га непрекидно наводи и утиче на освајања која он доживљава као своја. Уз овог лажног цара је и највећи од свих јунака, некадашњи члан чудне дружине који ју је напустио како би спасао своје пријатеље од мученичке смрти, па је зато заклет на доживотно служење, а ту је и најстарија од свих вештица, она коју кроз векове знају под разним страшним именима, попут Баба Јага, Баба Рога, или једноставно – Баба. Њена кћер, сада већ млада вештица, остала је с друге стране, уз некада моћну царевину недавно изашлу из раздобља безвлашћа. На непокорној земљи другога цара, која слободу цени више од свега, налази се и тајни улаз у доњи свет, где је пре много векова одложено једино оружје које бештију алу може трајно поразити. Сукоб два цара је зато, изгледа, неминован, а тај окршај ће, како сви предвиђају, обликовати и судбину света.